# Йоксінське
Йо́ксінське (рос. Ёксинское) — присілок у складі Верховазького району Вологодської області, Росія. Входить до складу Нижньо-Вазького сільського поселення.

## Населення
Населення — 59 осіб (2010; 57 у 2002).
Національний склад (станом на 2002 рік):
- росіяни — 96 %